# Christoph Wolff
Christoph Wolff (Solingen, 24 maggio 1940) è un musicologo tedesco.

## Biografia
Nato nel 1940, Wolff studiò organo, tastiere antiche, musicologia e storia dell'arte presso la Humboldt-Universität zu Berlin, l'università Friedrich-Alexander di Erlangen-Norimberga e la Hochschule für Musik Freiburg, laureandosi nel 1963 e nel 1966.
Insegnò storia della musica alle università di Erlangen, Princeton, Toronto e Columbia, prima di diventare professore, nel 1976, all'università di Harvard. Dal 2001 al 2013, inoltre, è stato direttore del Bach-Archiv di Lipsia.
Nel mondo accademico è particolarmente conosciuto per i suoi studi su Johann Sebastian Bach e per il testo di storia e analisi del Requiem di Mozart. Nel 2006 vinse il Bach Prize della Royal Academy of Music di Londra.

## Scritti
- Christoph Wolff (ed.), Bach The New Grove [1980]; tr. it. Bach, The New Grove, s.l., Giunti Ricordi, 1990
- Christoph Wolff, Bach: Essays on His Life and Works, Cambridge, Mass, Harvard University Press, 1991
- Christoph Wolff, Mozart's Requiem: Historical and analytical studies, documents, score, Berkeley, University of California Press, 1994
- Christoph Wolff, Johann Sebastian Bach, the learned musician, Oxford, Oxford University press, 2002; tr. it. di Andrea Silvestri, Johann Sebastian Bach, la scienza della musica, Milano, Bompiani, 2004